# NGC 6641
NGC 6641 este o galaxie spirală situată în constelația Hercule. A fost descoperită în 20 august 1873 de către Édouard Stephan⁠(d). Se află la o distanță de 61,58 de megaparseci de Pământ.